# Valencia (Bukidnon)
Valencia (ceb. Dakbayan sa Valencia, ilo. Ciudad ti Valencia, tag. Lungsod ng Valencia) – miasto na Filipinach, w północno-środkowej części wyspy Mindanao, w prowincji Bukidnon w regionie Mindanao Północne. Według spisu ludności z maja 2020 roku, zamieszkiwało je 216 546 mieszkańców.